# Rudolf Harbig
Rudolf Waldemar „Rudi” Harbig (ur. 8 listopada 1913 w Dreźnie, zm. 5 marca 1944 w miejscowości Wilchoweć koło Kirowohradu) – niemiecki lekkoatleta średniodystansowiec, medalista olimpijski i dwukrotny mistrz mistrzostw Europy.
Specjalizował się w biegu na 800 metrów, choć z powodzeniem startował również w biegu na 400 metrów. Rozpoczął uprawianie lekkoatletyki w 1934. Na igrzyskach olimpijskich w 1936 w Berlinie zdobył brązowy medal w sztafecie 4 × 400 metrów (w składzie: Helmut Hamann, Friedrich von Stülpnagel, Harry Voigt i Harbig na ostatniej zmianie). Odpadł w eliminacjach biegu na 800 metrów.
Na mistrzostwach Europy w 1938 w Paryżu Harbig zdobył złote medale w biegu na 800 metrów i w sztafecie 4 × 400 metrów (biegli w niej:Hermann Blazejezak, Manfred Bues, Erich Linnhoff i Harbig na ostatniej zmianie).
15 lipca 1939 w Mediolanie ustanowił rekord świata w biegu na 800 m czasem 1:46,6, który był lepszy od poprzedniego (należącego do Sydneya Woodersona) o 1,8 s. Rekord ten przetrwał do 1955. 12 sierpnia 1939 we Frankfurcie nad Menem poprawił rekord świata w biegu na 400 metrów wynikiem 46,0 s. 24 maja 1941 w Dreźnie ustanowił rekord świata w biegu na 1000 metrów czasem 2:21,5, a 23 sierpnia tego roku w Brunszwiku poprawił rekord w sztafecie 4 × 800 metrów uzyskując wraz z kolegami czas 7:30,4.
Harbig był mistrzem Niemiec w biegu na 800 metrów w latach 1936–1941 i w biegu na 400 metrów w 1942.
Podczas II wojny światowej walczył w oddziałach Fallschirmjäger. Poległ na froncie wschodnim w miejscowości Olchowiec niedaleko Kirowohradu na obecnej Ukrainie w stopniu starszego sierżanta (Oberfeldwebel).
Do 2010 roku stadion w Dreźnie na cześć Rudolfa Harbiga nosił nazwę Rudolf-Harbig-Stadion. Ponownie tę nazwę przyjął w 2018. Imieniem Harbiga nazwano też jedną z ulic na terenie parku olimpijskiego w Monachium.